# Wolfgang Spielhagen

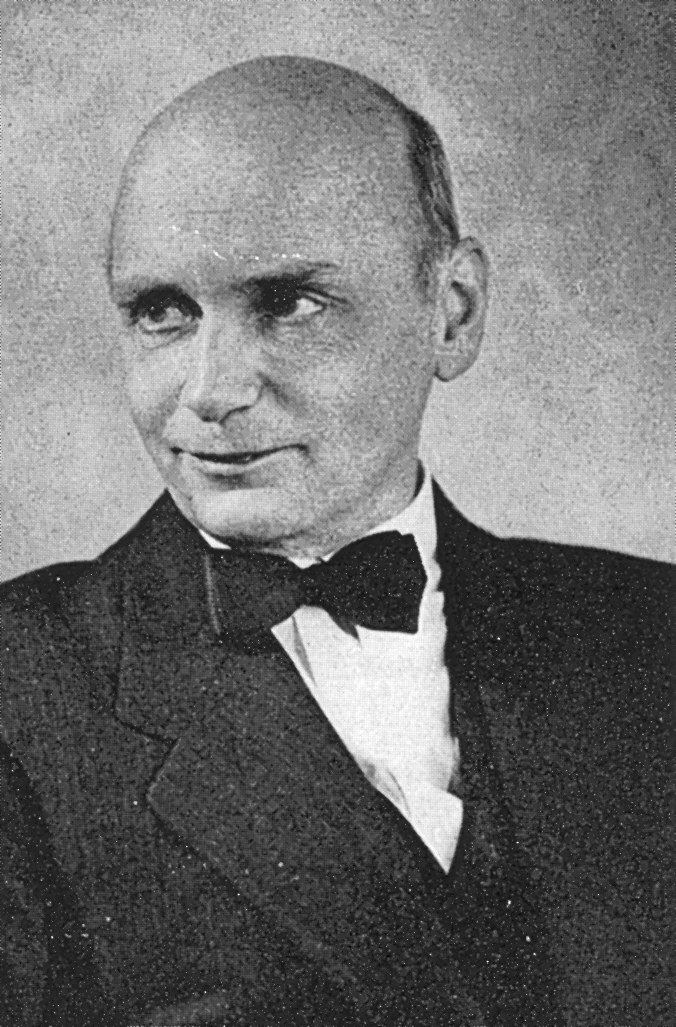
Wolfgang Spielhagen.

Wolfgang Spielhagen, född den 21 mars 1891 i Charlottenburg, Berlin, död den 28 januari 1945 i Breslau, var en tysk jurist och politiker. Han var mellan 1941 och 1945 vice borgmästare i Breslau.

## Andra världskrigets slutskede
I januari 1945 närmade sig Röda armén Breslau och Karl Hanke, Gauleiter i Niederschlesien, uppmanade till ovillkorligt motstånd. Spielhagen förordade kapitulation inför de ryska trupperna för att skona lokalbefolkningen från ytterligare offer och lidanden. Han förde sin familj i säkerhet till Berlin och återvände till Breslau. Hanke lät då gripa Spielhagen och efter ståndrättsligt förfarande arkebusera honom.
Slaget om Breslau krävde omkring 170 000 civila offer och 70 procent av staden ödelades.